# Danses concertantes
Les Danses concertantes pour orchestre de chambre sont une suite de danses du compositeur russe, naturalisé français en 1934, Igor Stravinsky. Elles peuvent être dansées ou jouées en concert.
Les Danses concertantes sont composées à Hollywood entre 1941 et 1942 sur une commande de Werner Janssen, chef de l'Orchestre de chambre de Los Angeles. Elles se situent peu après une période difficile pour Stravinsky, fraichement immigré aux États-Unis au début de la Seconde Guerre mondiale, alors qu'il sort d'une tuberculose et qu'il vient de perdre sa femme, sa mère et l'une de ses filles. La partition est cependant marquée d'une certaine fraîcheur et gaieté, marquant l'entrée dans une nouvelle période pour le compositeur.
L'œuvre doit faire initialement quatre mouvements, avant que le musicien se ravise et écrive sa Marche conclusive. 
La création en concert a lieu sous la direction du compositeur le 8 février 1942 à Los Angeles. George Balanchine chorégraphie les danses pour le Ballet russe de Monte-Carlo en 1944.
La pièce, d'une durée d'environ vingt minutes, est écrite pour un orchestre de chambre de 24 musiciens : les bois par un, deux cors, une trompette, un trombone, des timbales et un petit ensemble de cordes.

## Structure
L'œuvre est constituée de cinq mouvements, les premier et dernier étant des marches permettant aux danseurs d'entrer et de sortir de la scène.
1. Marche introductive
2. Pas d'action : Con moto
3. Thème varié : Lento - Allegretto - Scherzando - Andantino - Tempo giusto
4. Pas de deux
5. Marche conclusive